# Хино (Сига)
Хино (яп. 日野町 Хино-тё:) — посёлок в Японии, находящийся в уезде Гамо префектуры Сига. Площадь посёлка составляет 117,63 км², население — 22 031 человек (1 июля 2014), плотность населения — 187,29 чел./км².

## Географическое положение
Посёлок расположен на острове Хонсю в префектуре Сига региона Кинки. С ним граничат города Хигасиоми, Кока.

## Население
Население посёлка составляет 22 031 человек (1 июля 2014), а плотность — 187,29 чел./км². Изменение численности населения с 1980 по 2005 годы:
| 1980 | 21 680 чел. |  |
| 1985 | 22 009 чел. |  |
| 1990 | 22 391 чел. |  |
| 1995 | 23 132 чел. |  |
| 2000 | 23 022 чел. |  |
| 2005 | 22 809 чел. |  |

## Символика
Деревом посёлка считается Chamaecyparis obtusa, цветком — Hymenanthes.